# Vàfeio
Vàfeio o Vàfio (grec: Βάφειο, transl.: Vápheio) és un jaciment arqueològic de Lacònia (Grècia), situat al marge dret del riu Eurotes, a 8 km al sud d'Esparta. És famós pel seu tolos, excavat el 1889 per Christos Tsountas. Consta d'un accés emmurallat, d'uns 29 m, que condueix a un tolos d'uns 10 m de diàmetre, al sòl del qual hi havia una tomba. Contenia l'esquelet d'una dona, del qual quasi no quedava res, a la qual Tsountas anomenà «princesa de Vàfeio». S'ignora si era una reina, sacerdotessa o una altra dama important, però les ofrenes de la sepultura suggereixen un estatus social alt. La tomba, que degué pertànyer al territori d'Amicles en lloc de Faris, com s'ha afirmat usualment, està quasi totalment destruïda.
Els objectes trobats al jaciment i traslladats al Museu Arqueològic Nacional d'Atenes inclouen un gran nombre de gemmes i esferes d'ametista, així com objectes funeraris soterrats amb la «princesa»: anells, gemmes, un espill, objectes d'argent, bronze, ferro, coure i vidre, gots d'alabastre, grans d'ambre de la mar Bàltica, dagues esmaltades d'or, bols d'argent, javelines i una destral d'estil sirià. Molts dels segells i anells trobats al tolos tenen molta afinitat en estil i temàtica amb el contemporani art glíptic cretenc que J. T. Hooker trobà, tot i que és impossible determinar si són de producció local o importats de Creta. S'han datat les troballes del 1500 ae (minoic recent).

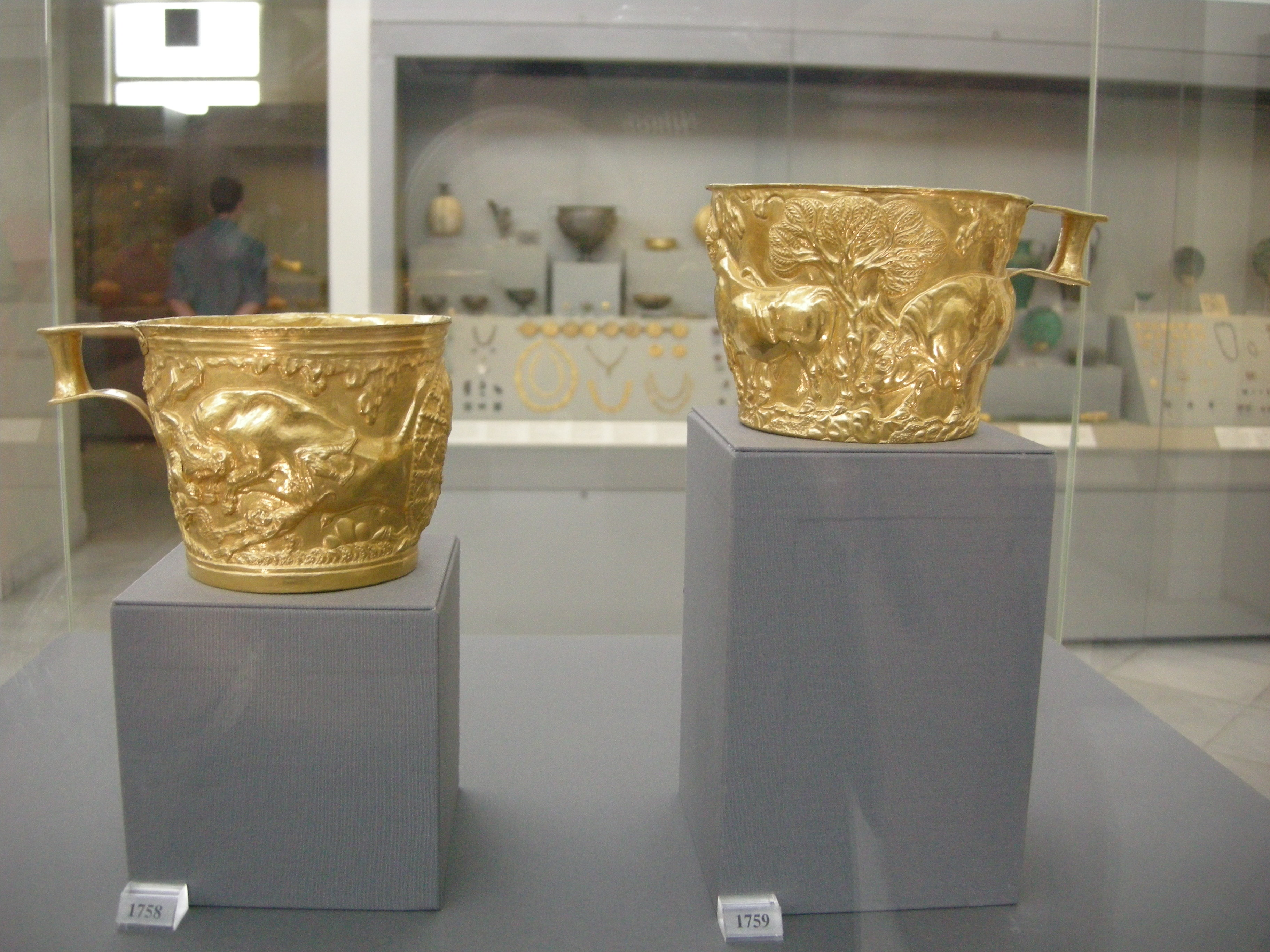
Copes de Vàfeio

Els objectes trobats al tolos de més valor són un parell de copes d'or decorades amb escenes en relleu. Una (núm. 1758) representa una captura violenta de toros, l'altra (núm. 1759) bestiar lligat i retirat pacíficament. La qualitat del seu treball les col·loca entre les representacions figuratives més cridaneres de l'edat de bronze grega. Sir Kenneth Clark afirmà que en tals obres «les persones són insignificants comparades amb els magnífics toros». Sembla probable que aquestes copes de Vàfeio no siguen d'un taller d'art local, sinó que foren importades de Creta, illa que al començament del període estava més desenvolupada artísticament que la Grècia continental. La connexió amb Creta, la recolza Michael Hogan, que assenyala que la pintura d'un toro atacant recorda una imatge del palau de Cnossos, a Creta. Ellen Davis, però, suggerí que almenys una de les copes va ser produïda al continent. Davis il·lustra que les diferències de composició i estil entre les copes demostren que una sembla minoica i l'altra micènica.